# ليلياس هاميلتون
ليلياس آنا هاميلتون (7 فبراير 1858 - 6 يناير 1925) كانت طبيبة وكاتبة بريطانية. ولدت في محطة تومابيل في نيو ساوث ويلز لهيو هاميلتون (1822-1900) وزوجته مارغريت كلونز (اسمها قبل الزواج إينيس). بعد التحاقها بالمدرسة في آير ثم كلية شلتنهام للسيدات، تدربت أولًا في التمريض في ليفربول، قبل أن تنتقل لدراسة الطب في إسكتلندا، وتتأهل للحصول على شهادة دكتور في الطب في عام 1890.
كانت طبيبة بلاط الأمير عبد الرحمن خان في أفغانستان في تسعينيات القرن التاسع عشر، وكتبت وصفًا خياليًا لتجاربها في كتابها ابنة الوزير: قصة حرب الهزارة، الذي نُشر عام 1900.
بعد فترة من العمل الخاص في لندن، أصبحت مديرة كلية ستودلي البستانية في السنوات التي سبقت الحرب العالمية الأولى، وأخذت إجازة من الكلية في عام 1915 للعمل في مستشفى التيفوئيد في الجبل الأسود تحت رعاية لجنة إغاثة الحلفاء الجرحى. تشمل أعمالها المنشورة وصية ممرضة، 1907.

## حياتها المبكرة وتعليمها
ولدت ليلياس آنا هاميلتون في 7 فبراير عام 1858 في محطة تومابيل في نيو ساوث ويلز، أستراليا. كانت الكبرى من بين أربع بنات والثالثة من بين ثمانية أطفال لهيو هاميلتون (1822-1900) ومارغريت كلونز (1829-1909). كان والدها مزارعًا من أيرشاير، إسكتلندا، وكانت والدتها ابنة جورج إينيس من يارو، نيو ساوث ويلز.
لا يُعرف سوى القليل عن طفولة ليلياس، باستثناء أنها كانت في الثانية من عمرها عندما غادرت العائلة أستراليا واستقرت ظاهريًا في آير في إسكتلندا. واصلت عائلة هاميلتون السفر حتى انتقلت إلى شلتنهام في عام 1874. التحقت ليلياس بكلية شلتنهام للسيدات لمدة أربع سنوات. بدأت هاميلتون السفر وعملت مدرّسة، ولكن في عام 1883، بدأت التدريب لتصبح ممرضة في مستوصف ليفربول.
في عام 1886، قررت هاميلتون أن تصبح طبيبة، والتحقت بمدرسة لندن للطب للنساء. حصلت على إل آر سي بّي (إجازة من كلية الأطباء الملكية) وإل آر سي إس (إجازة من كلية الجراحين الملكية) في إدنبرة عام 1890.
كانت هاميلتون جزءًا من الجيل الأوروبي الأول من الطبيبات. واجهت معظم هؤلاء النساء تحديات في تأسيس ممارسة خاصة بهن في معظم المدن، وبدا الأمر مستحيلًا من خلال الجامعات. لذلك، اختارت العديد من هؤلاء الطبيبات (مثل دوروثي تشيلييه وفرانسواز ليجي) ممارسة المهنة في الخارج في أماكن مثل المغرب والجزائر (على التوالي). في الخارج، تمكنت هؤلاء النساء من اتخاذ المزيد من المبادرات وإظهار موهبتهن، كما في أوقات الحرب.
رغم التحيز الكبير الذي واجهته الطبيبات اللاتي يمارسن المهنة في أوروبا، كانت هناك حاجة كبيرة للطبيبات في الهند، حيث حرمت العادات والممارسات الدينية العديد من النساء من الرعاية الطبية المناسبة. التقت هاميلتون بالعقيد جوبير من الخدمات الطبية الهندية، وقدم لها فرصة للعمل في الخارج. حصلت هاميلتون على شهادتها الطبية في بروكسل وغادرت على الفور إلى كلكتا.

## حياتها الشخصية ووفاتها
قيل أن هاميلتون كانت مصورة وخياطة بارعة وموهوبة للغاية، بالإضافة إلى ذلك، استمتعت بالموسيقى والرسم والمسرح.
لم تتزوج هاميلتون قط. توفيت في 6 يناير عام 1925 في مستشفى الملكة فيكتوريا التذكاري في نيس، فرنسا، ودُفنت في المقبرة الإنجليزية يوم السبت بعد وفاتها.